# Noemi Lung
Noemi Lung (Rumania, 16 de mayo de 1968) es una nadadora rumana retirada especializada en pruebas de estilo libre, donde consiguió ser subcampeona olímpica en 1988 en los 400 metros.

## Carrera deportiva
En los Juegos Olímpicos de Seúl 1988 ganó la medalla de plata en los 400 metros estilos, con un tiempo de 4:39.46 segundos, tras la estadounidense Janet Evans y por delante de la alemana Daniela Hunger; y también ganó el bronce en los 200 metros estilos, con un tiempo de 2:14.85 segundos, de nuevo tras la alemana Daniela Hunger que ganó el oro, y la soviética Yelena Dendeberova.